# 우사시립 아마쓰 소학교
우사시립 아마쓰 소학교(宇佐市立天津小学校)는 일본 오이타현 우사시에 있는 1901년에 설립된 공립 초등학교다. 요코즈나 후타바야마 사다지(双葉山定次)의 출신교이며, 교내에는 쓰치기가 설치되어, 학교 행사로서 스모 대회가 개최되고 있다